# Julio César Romero
Julio César Romero Insfrán, voetbalnaam Romerito (Luque, 28 augustus 1960) is een voormalig Paraguayaans profvoetballer. Hij speelde als aanvallende middenvelder.

## Clubvoetbal
Romerito begon zijn profloopbaan in eigen land bij Sportivo Luqueño (1977-1980). Na drie seizoenen (1980-1983) voor het Amerikaanse New York Cosmos te hebben gespeeld, tekende Romerito in 1984 bij het Braziliaanse Fluminense FC. Bij deze club veroverde hij in 1985 de titel in de Campeonato Carioca, het kampioenschap van de staat Rio de Janeiro. In 1989 werd Romerito gecontracteerd door FC Barcelona, maar zijn periode bij de Spaanse club was geen succes. Romerito bleef maar één seizoen en hij speelde slechts zeven wedstrijden. Na het jaar bij FC Barcelona speelde Romerito nog bij het Mexicaanse Puebla FC en Olimpia Asunción.

## Nationaal elftal
Romerito speelde tussen 1979 en 1989 in totaal 64 interlands voor het Paraguayaans nationaal elftal, waarin hij 26 doelpunten maakte. Hij nam in 1986 met zijn vaderland deel aan het WK in Mexico, waar Paraguay onder leiding van bondscoach Cayetano Ré de achtste finales bereikte.

## Persoonlijke prijzen
Romerito werd in 1985 verkozen tot Zuid-Amerikaans Voetballer van het Jaar. Hij was bovendien de enige Paraguayaanse voetballer die door Pelé werd genoemd op de Lijst FIFA 100 beste spelers in maart 2004.